# Sicyodes biferaria
Sicyodes biferaria är en fjärilsart som beskrevs av Walker 1862. Sicyodes biferaria ingår i släktet Sicyodes och familjen mätare. Inga underarter finns listade i Catalogue of Life.